# Șumske, Romnî
Șumske (în ucraineană Шумське) este un sat în comuna Artiuhivka din raionul Romnî, regiunea Sumî, Ucraina.

## Demografie
Componența lingvistică a localității Șumske
     Ucraineană (96,55%)
     Rusă (3,45%)
Conform recensământului din 2001, majoritatea populației localității Șumske era vorbitoare de ucraineană (96,55%), existând în minoritate și vorbitori de rusă (3,45%).